# 渡邊一雄 (プロデューサー)
渡邊 一雄（渡辺 一雄、わたなべ かずお、1935年 - 2010年10月11日）は、日本のテレビプロデューサー。
元毎日放送（MBS）プロデューサーで、ラジオ局次長、スポーツ局長、役員待遇テレビ制作部長、同社特別顧問を歴任した。
ラジオ番組『MBSヤングタウン（ヤンタン）』初代プロデューサー。兵庫県出身。

## 来歴・人物
1959年に大阪学芸大学音楽科を卒業し、1960年にMBS入社。1967年よりヤンタンのプロデューサーを20年に渡り務め、パーソナリティからは「大ナベさん（オオナベさん）」の愛称で親しまれた（この愛称は、後に同姓の後輩社員渡辺高志がディレクターを担当する事になったため、後輩を「コナベさん」として区別した上でついたもの）。ヤンタンのほかにも、数々のラジオ・テレビ番組の制作に関わったほか、『サントリー1万人の第九』など音楽ライブイベントの制作・プロデュースにも関わった。
1987年よりテレビ制作部長を務め、その後は1995年よりラジオ局次長、スポーツ局長を経て役員待遇テレビ制作部長を歴任した。1997年6月に定年退職後は2002年6月までMBSの特別顧問を務め、その後は音楽プロデューサーとして活動していた。2005年には、ヤンタンについての回顧録『ヤンタンの時代』を発表した。
2010年10月11日に肺癌のため死去、26日にMBSより明らかにされた。75歳没。
2010年12月6日、大阪・シアターBRAVA!にて「偲ぶ会」が開かれ、桂三枝（現・六代目桂文枝）や谷村新司などといった「ヤンタン」歴代パーソナリティらが集まり、故人を偲んだ。

## 詳細情報

### 制作番組
ラジオ
- MBSヤングタウン - プロデューサー
- ヤング海賊船
- サンデー・フレッシュわいのわいの90!!
- ミュージック・マガジン

テレビ
- 全国ジュニア歌謡選抜
- 4時ですよーだ
- 新・たかじんが来るぞ
- たかじんONE MAN - 制作
- 全部さんまちゃん
- クイズ!!ひらめきパスワード - チーフプロデューサー（クレジットは「制作」）
- 紳助・ケントの世界がお呼びです! - 制作
- ご存知!平成一番人気 - 制作

### 出演番組
- やしきたかじんプロデュース - 2007年、テレビ大阪

### 制作・プロデュースを行ったイベント
- アジア音楽祭
- 京都音舞台
- サントリー1万人の第九
- シャ乱Q大阪ドームコンサート（1997年3月30日）[4]
- アリス復活ライブ

### 著書
- ヤンタンの時代
  - 発行年月：2005年7月、発行：キッズネット、発売：角川書店、書籍コード：ISBN 4048943405

## 関連人物
- 六代目桂文枝
- 谷村新司
- やしきたかじん
- 寺崎要
- 影山貴彦